# ハイチ王国

ハイチ王国
Royaume d'Haïti  (フランス語)
Wayòm an Ayiti  (ハイチ・クレオール語)

国の標語: Ex cineribus nascitur（ラテン語）
灰からの再生
ハイチ王国の地図

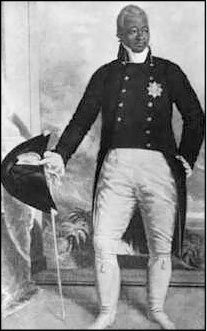
アンリ1世

ハイチ王国（ハイチおうこく、フランス語: Royaume d'Haïti）は、かつてハイチの北部に存在した王国である。

## 概要
ハイチ帝国皇帝ジャック1世の暗殺後、ハイチは北部のハイチ国と南部のハイチ共和国に分裂していたが、1811年に北部ハイチ国大統領であったアンリ・クリストフはアンリ1世を称し、自身を国王と宣言した。
アンリ1世は教育政策を重視し、アンリ法典を導入するなど国内統治に尽力した。しかし、その独裁的手法に反発が強まり、頻発する南部との紛争にも悩まされた。統治の末期には、国民の反国王感情が極限まで高まり、病気と虚弱体質で肉体的・精神的に弱っていたアンリ1世はクーデターを恐れるようになった。その結果、1820年10月8日、アンリ1世は拳銃自殺し、王国は崩壊した。
その後、当時の南部ハイチ共和国大統領ジャン・ピエール・ボワイエがこの地を併合し、ハイチは14年振りに再統一を果たした。